# Sabrina Starks
Sabrina Michelle Starks (* 10. Juli 2000 in Springfield) ist eine US-amerikanische Volleyballspielerin.

## Karriere
Starks begann ihre Karriere an der Platteview High School. Von 2018 bis 2022 studierte sie an der University of Pittsburgh und spielte in der Universitätsmannschaft Panthers. Nach ihrem Studium war sie zunächst in Puerto Rico bei Valencianas de Juncos. In der Saison 2023/24 spielte die Mittelblockerin in Frankreich beim Volley-Ball Club Chamalières. 2024 wurde sie vom deutschen Bundesligisten SC Potsdam verpflichtet.